# الجمعيات الاقتصادية لأصدقاء الوطن
كانت الجمعيات الاقتصادية لأصدقاء الوطن هي جمعيات تأسست في النصف الثاني من القرن الثامن عشر في إسبانيا — رغم وجود جمعيات مماثلة في دول أوروبية أخرى مثل أيرلندا وسويسرا — وكان هدفها نشر الأفكار الجديدة والمعارف العلمية والتقنية المستمدة من حركة التنوير. نشأت هذه الجمعيات في عهد الملك كارلوس الثالث، الذي وضعها تحت الحماية الملكية لتكون أداة للإصلاح البوربوني. وحتى اليوم، لا تزال بعض هذه الجمعيات نشطة، وتسعى إلى تعزيز الاقتصاد في المناطق التي توجد فيها وفي إسبانيا بشكل عام.
الأصل: الجمعية الملكية الباسكية لأصدقاء الوطن
كانت أول جمعية اقتصادية لأصدقاء الوطن مبادرة من النبلاء المستنيرين في غويبوسكوا، المعروفين باسم "فرسان أزكويتا"، بقيادة خافيير ماريا دي مونيب وإيدياكيز، كونت بينافلوريدا. في عام 1748 أسسوا جلسة نقاشية أطلقوا عليها اسم "اللجنة الأكاديمية"، شملت أنشطتها مجالات متعددة مثل الرياضيات، الفيزياء، التاريخ، الأدب، الجغرافيا، بالإضافة إلى جلسات للمسرح وحفلات موسيقية.
اعتمدوا في تأسيس الجمعية على نموذج الجمعيات الاقتصادية التي انتشرت في أوروبا آنذاك، والتي كان تركيزها على المواضيع الاقتصادية وخاصة تقدم الزراعة، متميزة بطابع عملي أكثر مقارنة بالأكاديميات الأدبية والعلمية.
في عام 1763، أقرّت اللجان العامة في غويبوسكوا مشروع إنشاء جمعية اقتصادية في مقاطعة غويبوسكوا، حيث تم اختيار أعضائها من بين أبرز الأشخاص المعروفين بمعرفتهم في الزراعة، العلوم، الفنون المفيدة للاقتصاد، والتجارة. وقد سمح هذا بضم أفراد من الطبقات الشعبية الذين أثريوا من التجارة، ومنحهم حقوقًا مساوية للأعضاء من النبلاء ورجال الدين.
تلقى هذا المشروع دعمًا من السياسيين والمستنيرين في إقليم بيسكايّا و"مقاطعة" ألافا، حيث اجتمعوا مع أعضاء غويبوسكوا في أزكويتا في ديسمبر 1764، ووافقوا على نظام جمعية جديدة أطلقوا عليها اسم الجمعية الباسكية لأصدقاء الوطن. وحصلت هذه الجمعية على موافقة مجلس قشتالة عام 1772.
كان من أهداف الجمعية تعزيز الوحدة بين المقاطعات الباسكية الثلاث، حيث كانت تتألف من ثلاثة أقسام، كل قسم يمثل إقليمًا من الأقاليم الثلاثة. لاحقًا، شجعت الجمعية تأسيس جمعيتين لأصدقاء الوطن في مملكة نافارا، مقرّهما في بامبلونا وتوديلا.
أهداف الجمعية الاقتصادية الباسكية لأصدقاء الوطن
كانت أهداف الجمعية تطبيق المعارف العلمية الجديدة على الأنشطة الاقتصادية، مثل استخدام هذه المعارف في معامل الحديد (الفيرريريات)، وتعليم المواد التي لم تكن تُدرس آنذاك في الجامعات الإسبانية، مثل الكيمياء الفيزيائية التجريبية والمعادن (المينيرولوجيا) — والتي كانت نواة تأسيس المدرسة الملكية لعلم المعادن. كما أسست الجمعية كراسي للتدريس في التاريخ واللغة الفرنسية.
عندما تم طرد اليسوعيين في عام 1767، نجح "فرسان أزكويتا" في الحصول على مقر كلية فيرغارا، حيث أسسوا هناك المعهد الملكي للنبلاء (السميناريو الملكي للنبلاء).
تمكنت الجمعية من تكوين مكتبة هامة، وحصلت على إذن للاشتراك في موسوعة "الإليسيكلوبيديا"، ولكن بشرط أن تُتاح فقط للأعضاء الذين يحملون ترخيصًا من محكمة التفتيش لقراءة الكتب المحرمة — وهو شرط يبدو أنه لم يُطبق فعليًا.
قُسمت الأقسام "الإقليمية" للجمعية إلى أربع لجان: "الزراعة والاقتصاد الريفي"، "العلوم والفنون المفيدة"، "الصناعة والتجارة"، و"التاريخ والسياسة والآداب الحسنة".
لم تقتصر أنشطة الجمعية على المقاطعات الباسكية الثلاث ومملكة نافارا فقط، بل امتدت إلى كاديث، إشبيلية، ومدريد في إسبانيا، وأيضًا إلى المكسيك، بوينس آيرس، ليما، ولا هابانا في أمريكا.
مشروع كامبومانيس: التوسع في باقي أراضي مملكة إسبانيا
بمبادرة من المدعي العام لمجلس قشتالة، بيدرو رودريغيز دي كامبومانيس، تم توسيع نموذج الجمعية الباسكية (الباسكونجادا) ليشمل كامل الملكية الإسبانية. عرض كامبومانيس مشروعه في كتابين: خطاب حول تعزيز الصناعة الشعبية (1774) وخطاب حول التعليم الشعبي وتعزيزه (1775)، وهما عملان نُشرا بدون ذكر اسم المؤلف بسبب طابعهما الرسمي وبموافقة الملك كارلوس الثالث.
وفقًا للمؤرخ بيدرو رويز توريس، كان لمشروع كامبومانيس خمس اختلافات بارزة مقارنة بالمؤسسة الباسكية الأصلية:
أولاً، كانت المبادرة صادرة من الحكومة نفسها، فلا يشترط وجود مجموعة من المثقفين السابقين لتأسيس الجمعية.
ثانيًا، يجب أن تتبع القوانين والنظام الأساسي للجمعية الاقتصادية لأصدقاء الوطن في مدريد، التي تأسست عام 1775، والتي أشرف عليها كامبومانيس بنفسه، وكانت مهمتها الأساسية دعم الإصلاحات التي ينفذها وزراء الملك.
ثالثًا، زادت الرقابة والإشراف الحكومي بشكل كبير على هذه الجمعيات.
رابعًا، اقتصر الانضمام إلى هذه الجمعيات على الطبقة الأرستقراطية المتعلمة، والفرسان، ورجال الدين، والأثرياء، وأعضاء الإدارة والسلطات المحلية، ما جعل قاعدتها الاجتماعية أصغر بكثير مقارنةً بالباسكونجادا.
خامسًا، اقتصر نشاطها على النظرية والتطبيق في الاقتصاد السياسي عبر جميع مقاطعات إسبانيا، فتم إهمال مجالات "التاريخ، السياسة والآداب الحسنة" وقلّ التركيز على الرياضيات والفيزياء والطب.
لذلك، فإن أكثر من ستين جمعية من أصدقاء الوطن التي تأسست في جميع أنحاء إسبانيا بين عامي 1775 و1788، خلال فترة حكم كارلوس الثالث، "لم تسلك نفس مسار الجمعية الباسكية".
بالنسبة للإسهام الذي قدمته جمعيات أصدقاء الوطن في تقدم الأفكار التنويرية، يؤكد بيدرو رويز توريس أن "هذه الجمعيات واجهت العديد من القيود ولم تذهب بعيدًا في تحقيق ما كان يفخر به جوفيلانوس [في مديحه لكارلوس الثالث عام 1788 قال إن في المؤسسة الجديدة، الخالية من تحيزات المصلحة الشخصية والمُفعمة برغبة الخير العام، يجتمع الجميع، ويعترفون كمواطنين، ويقرون بأنهم أعضاء في الجمعية العامة قبل انتمائهم إلى طبقتهم، ويستعدون للعمل من أجل منفعة إخوانهم].
كان مانويل أغيري يرى هذه الجمعيات كبديل لغياب القوانين الدستورية التي تسمح للرعايا بأن يكونوا أحرارًا، قادرين على التعبير أمام المحاكم ومواطنيهم، كتابةً، عن المظالم والعنف الذي يتعرضون له والسعي لتحقيق سعادتهم، وبدون وجود مجلس دولة أعلى يمثل صوت الشعب وإرادته العامة.
بينما انتقدها فرناندو دي سيبالوس بنوع من المبالغة الواضحة، حيث زعم أن هذه الجمعيات تتحدث بأفكار جمهوريات خطيرة وأن بعضها حصل على ترخيص لقراءة كتب ممنوعة، مما قد يُدخل أفكارًا متمردة.
ومع ذلك، لا شك أن هذه الجمعيات أصبحت واحدة من أبرز تجليات المثالية لفئة قليلة من المثقفين. إذ كانت رؤيتهم للمجتمع تربط بين السعادة العامة وعدم المساواة القانونية والملكية المطلقة، ورغم تأكيدهم على المواهب والعلوم والعلوم الاقتصادية المفيدة جدًا، إلا أن ذلك لم يمنع رد الفعل السلبي من أطراف اجتماعية تقليدية أكثر".
جمعيات أصدقاء الوطن في أمريكا
تأسست جمعيات من نفس النوع في الأراضي الاستعمارية في أمريكا الإسبانية مثل تشيلي، نوفا غرناطة (كولومبيا)، غواتيمالا، كوبا، بورتو ريكو، إكوادور، المكسيك، بيرو، بنما وفنزويلا. في هذه المناطق، كانت مهمة تشجيع الصناعة تتعارض مع أحكام العقد الاستعماري الذي أكد على أولوية صناعة العاصمة (إسبانيا)؛ إذ كان على المستعمرات شراء المنتجات من إسبانيا فقط. بالإضافة إلى ذلك، في الثقافة الأكثر محافظة في أمريكا الإسبانية، كانت مهمة نشر أفكار التنوير أكثر صعوبة بسبب الرقابة الرسمية.
مع ذلك، تجرأ بعض أعضاء هذه الجمعيات على إدخال كتب ممنوعة من أوروبا، وحتى من إسبانيا نفسها، حيث كان من الممكن شراء موسوعة ديدرو. وقد شارك الأعضاء هذه الكتب بينهم. صحيح أن بعض جمعيات أمريكا لم تكن أكثر من مشروع نبيل هواة أو تقليد لابتكار من العاصمة. لكن، برزت بعض الجمعيات في نشاطاتها، حيث نشرت مقالات عن التطورات الجديدة في المجال الزراعي، ودافعت عن التجارة الحرة (رغم احتفاظ التجار الإسبان بالاحتكار). جمعية أنتغوا في غواتيمالا أُغلقت عدة مرات بأمر من الحاكم بسبب نشاطات اعتُبرت سياسية. وجمعية لا هابانا موجودة حتى اليوم. لذلك، يمكن اعتبار عمل هذه الجمعيات سابقة مهمة لمشروع الاستقلال الذي بدأ بعد احتجاز الملك في 1810.
في إسبانيا والعالم الجديد، كانت الجمعيات بؤرًا لشكل جديد من الحياة الاجتماعية، حيث يجتمع أعضاؤها علنًا لمناقشة قضايا اليوم، بمشاركة أشخاص من طبقات اجتماعية مختلفة. كانت الجمعيات تُنظم بشكل رسمي، تحافظ على سجلات نشاطات الاجتماعات، وتنتخب مسؤولين (رئيس، أمين سر، وغيرها) لأداء الوظائف الرسمية.
في الوقت الحاضر، توجد الجمعيات التالية التي لا تزال تعمل:
الجمعية الملكية الباسكية لأصدقاء الوطن، تأسست عام 1765.
الجمعية الملكية الاقتصادية لمادريد لأصدقاء الوطن، تأسست عام 1775 بأمر من كارلوس الثالث.
الجمعية الملكية الاقتصادية لإشبيلية لأصدقاء الوطن، تأسست عام 1775.
الجمعية الملكية الاقتصادية لأراغون لأصدقاء الوطن، تأسست عام 1776.
الجمعية الملكية الاقتصادية لأصدقاء الوطن في مدينة سانتا كروز دي لا بالما، تأسست عام 1776.
الجمعية الملكية الاقتصادية لأصدقاء الوطن في جزر الكناري الكبرى، تأسست عام 1776.
الجمعية الملكية الاقتصادية لفالنسيا لأصدقاء الوطن، تأسست عام 1776.
الجمعية الملكية الاقتصادية لمورسيا لأصدقاء الوطن، تأسست عام 1777.
الجمعية الملكية الاقتصادية لأصدقاء الوطن في تنريفه، تأسست في لا لاجونا (تنريفه) عام 1777.
الجمعية الملكية الاقتصادية لأصدقاء الوطن في مدينة سانتياغو، تأسست عام 1784.
الجمعية الملكية الاقتصادية لأصدقاء الوطن في مدينة ومملكة خيخون، تأسست عام 1786.
الجمعية الاقتصادية لأصدقاء الوطن في مالقة، تأسست عام 1789.
الجمعية الملكية الاقتصادية لأصدقاء الوطن في فيخير دي لا فرونتيرا، تأسست عام 1791.
الجمعية الملكية الاقتصادية لأصدقاء الوطن في إكستريمادورا، تأسست عام 1816.
الجمعية الاقتصادية لبرشلونة لأصدقاء الوطن، تأسست عام 1822.
الجمعية الملكية الاقتصادية في قرطاجنة لأصدقاء الوطن، تأسست عام 1833.
الجمعية الاقتصادية لأصدقاء الوطن في أفيليس والمنطقة المحيطة بها، تأسست عام 2002.
جمعية عشاق الوطن في ليما، بيرو، تأسست عام 1790.
الجمعية الاقتصادية لأصدقاء الوطن في لا هابانا، تأسست عام 1793.

أوروبا
المجتمع الاقتصادي للأصدقاء في دبلن، تأسس عام 1762.
الجمعية الاقتصادية للأصدقاء في برن، تأسست عام 1762.
إسبانيا
الجمعية الملكية الاقتصادية لأصدقاء الوطن في بوينتي خينيل
الجمعية الملكية توديلانا للراغبين في الخير العام، تأسست عام 1773.
الجمعية الاقتصادية لأصدقاء الوطن في غرناطة، طلبت تأسيسها عام 1775.
الجمعية الملكية الاقتصادية الكانتابرية لأصدقاء الوطن في سانتاندير، تأسست عام 1775.
الجمعية الملكية الاقتصادية لأصدقاء الوطن في فيرا (ألمرية)، تأسست عام 1775.
جمعية الباتريسيين الحقيقيين في بايزا ومملكة خاين، تأسست عام 1775.
الجمعية الاقتصادية لأصدقاء الوطن في سيغوينزا، تأسست عام 1776.
جمعية أصدقاء الوطن لمملكة مايوركا، تأسست عام 1778.
الجمعية الملكية الاقتصادية لأصدقاء الوطن في قرطبة، تأسست عام 1779.
الجمعية الملكية الاقتصادية لأصدقاء الوطن في كابر، تأسست عام 1779.
الجمعية الملكية الاقتصادية لأصدقاء الوطن في بريغو دي قرطبة، تأسست عام 1779.
الجمعية الاقتصادية المجتهدة لمدينة لوسينا، تأسست عام 1780.
الجمعية الاقتصادية لأصدقاء الوطن في أستورياس، تأسست عام 1780.
الجمعية الملكية الاقتصادية لأصدقاء الوطن في أستورغا، تأسست عام 1780.
الجمعية الملكية الاقتصادية لأصدقاء الوطن في مقاطعة سيغوفيا، تأسست عام 1780.
الجمعية الملكية الاقتصادية لأصدقاء الوطن في سانلوكار دي باراميدا، تأسست عام 1781.
الجمعية الوطنية الملكية لأصدقاء الوطن في ليون، تأسست عام 1783.
الجمعية الاقتصادية لأصدقاء الوطن في مدينة جاكا وجبالها، تأسست في أكتوبر 1783 بعد انفصالها عن الجمعية الأراغونية.
الجمعية الاقتصادية لأصدقاء الوطن في بلد فايادوليد، تأسست عام 1783.
الجمعية الاقتصادية لجمعي الحصاد في منطقة لا ريوخا، تأسست عام 1783.
الجمعية الوطنية الملكية في فيلا بويرتو ريال، تأسست عام 1783.
الجمعية الاقتصادية لأصدقاء الوطن في سانتا كروز دي مومبوكس، تأسست عام 1784.
الجمعية الخيرية الاقتصادية الملكية في قرية ألايجوس، تأسست عام 1785.
الجمعية الملكية الاقتصادية في مدينة ميدينا سيدونيا، تأسست عام 1786.
الجمعية الوطنية الملكية في مدينة خيريث دي لا فرونتيرا، تأسست عام 1786.
الجمعية الملكية الاقتصادية لأصدقاء الوطن في أغيلار دي لا فرونتيرا، تأسست عام 1786.
الجمعية الملكية الاقتصادية لأصدقاء الوطن في ميدينا دي ريوسكو، تأسست عام 1786.
الجمعية الملكية الاقتصادية لأصدقاء الوطن في باينا، تأسست عام 1787.
الجمعية الوطنية الملكية في مدينة سانتا ماريا، تأسست عام 1788.
الجمعية الوطنية الملكية في فيلا ألكالا دي لوس غازوليس، تأسست عام 1788.
الجمعية الاقتصادية لأصدقاء الوطن في قادس، تأسست عام 1814.
الجمعية الاقتصادية لأصدقاء الوطن في تيرويل، طلبت تأسيسها عام 1803، ولكن بسبب نقص الأعضاء لم تُشكل إلا في عام 1834.
الجمعية الاقتصادية لأصدقاء الوطن في لييانا، تأسست عام 1839.
أمريكا
الجمعية الاقتصادية لأصدقاء الوطن في سانتياغو دي كوبا، تأسست عام 1787.
الجمعية الاقتصادية لأصدقاء الوطن في كيتو، تأسست عام 1792.
الجمعية الملكية الاقتصادية لعشاق الوطن في غواتيمالا، تأسست عام 1795 وأُعيد تأسيسها عام 1966.
الجمعية الاقتصادية لأصدقاء الوطن في المكسيك، تأسست عام 1799.
الجمعية الاقتصادية لأصدقاء الوطن في سانتا في (بوغوتا)، تحت اسم «الجمعية الوطنية لأصدقاء الوطن»، تأسست عام 1801.
الجمعية الاقتصادية لأصدقاء الوطن في قرطاجنة دي إندياز، تأسست عام 1812.
الجمعية الملكية الاقتصادية لأصدقاء الوطن في بورتو ريكو، تأسست عام 1813.
الجمعية الاقتصادية لأصدقاء الوطن في سانتياغو دي تشيلي، تأسست عام 1813.
الجمعية الاقتصادية لأصدقاء الوطن في تشياباس، تأسست عام 1819.
الجمعية الاقتصادية لأصدقاء الوطن في ليما، تأسست عام 1822.
الجمعية الاقتصادية لأصدقاء الوطن في غواياكيل، تأسست عام 1825.
الجمعية الاقتصادية لأصدقاء الوطن في كاراكاس، تأسست عام 1829.
الجمعية الاقتصادية لأصدقاء الوطن في ماتانزاس (كوبا)، تأسست عام 1830.
الجمعية الاقتصادية لأصدقاء الوطن في بنما، تأسست عام 1834.
الجمعية الاقتصادية لأصدقاء الوطن في سانتا مارتا (كولومبيا)، تأسست عام 1835.
الجمعية الاقتصادية لأصدقاء الوطن في فالنسيا (فنزويلا)، تأسست عام 1841.
جمعية أصدقاء الوطن في لوس أنجلوس (الولايات المتحدة)، تأسست وحُلّت عام 1844.
الجمعية الاقتصادية لأصدقاء الوطن في كولومبيا، تأسست في 19 أكتوبر 1956 في بوغوتا، ولها عدة فروع في مدن كولومبية أخرى.
آسيا
الجمعية الملكية الاقتصادية لأصدقاء الوطن في مانيلا، تأسست عام 1781.